# Sergei Wladimirowitsch Bolschakow
Sergei Wladimirowitsch Bolschakow (russisch Сергей Владимирович Большаков; * 6. Juni 1988 in Ischewsk, Sowjetunion) ist ein russischer Schwimmer, der sich auf die Langstrecken im Freiwasser spezialisiert hat. 
Bolschakow gewann eine Bronzemedaille bei den Schwimmweltmeisterschaften 2011 im Ostchinesischen Meer vor Shanghai über 10 Kilometer in 1:54:31,8 h hinter dem Griechen Spyros Gianniotis (1:54:24,7) und dem Deutschen Thomas Lurz (1:54:27,2). Er war auch  Bronzemedaillengewinner bei den Schwimmeuropameisterschaften 2010 im erstmals ausgetragenen Teamrennen. 2011 war er zweifacher Russischer Meister. Dank der Bronzemedaille bei der WM erhielt Bolschakow das Recht auf Teilnahme an den Olympischen Spielen 2012 in London. 